# 艾于斯特爾海姆
艾于斯特爾海姆（挪威語：Austrheim）是挪威的一個市镇，位於韦斯特兰郡，行政中心为奥罗斯村。市镇面积为58平方公里，人口数量为2,870人（2020年），人口密度为每平方公里50.5人。